# Talbotiella ebo
Espèce
Talbotiella ebo Mackinder & Wieringa  est une espèce de plantes à fleurs de la famille des Fabaceae et du genre Talbotiella. C'est un arbre endémique du Cameroun.

## Étymologie
Son épithète spécifique fait référence à la forêt d'Ebo au Cameroun.

## Distribution
Endémique du Cameroun, relativement rare, elle a été collectée notamment en 1972 par René Letouzey à 8 km à l'est de Yingui (région du Littoral).